# Привільська сільська громада
Привільська сільська об'єднана територіальна громада — об'єднана територіальна громада в Україні, у Троїцькому районі Луганської області. Адміністративний центр — село Привілля.
Площа громади — 221,94 км², населення — 1482 мешканці (2018).
Утворена 13 березня 2017 року шляхом об'єднання Вівчарівської та Привільської сільських рад Троїцького району.
29 квітня 2020 року Кабінет Міністрів України затвердив перспективний план формування територій громад Луганської області, в якому Привільська ОТГ відсутня, а Вівчарівська та Привільська сільські ради включені до Лозно-Олександрівської ОТГ.

## Населені пункти
У складі громади 11 сіл: Березівка, Вівчарове, Вільшани, Головкове, Дуванка, Лугове, Маслакове, Привілля, Трудродительське, Чапліївка та Шахове.